# Bill Longmuir
William George Longmuir 10 juni 1953) is een Schotse professionele golfer hoewel hij in Engeland is geboren en in Redhill woont. Hij speelt op de Europese Senior Tour.
Bill Longmuir heeft geen amateurcarrière gehad, want hij werd in 1968 al professional. De Europese Tour bestond nog niet maar hij heeft daar later wel op gespeeld, zonder er iets te winnen. 
In 1979 speelde hij in het Brits Open op Royal Lytham, waar hij ronde 1 in 65 slagen speelde. Hij kreeg meer aandacht dan  Jack Nicklaus die tijdens diezelfde ronde de 10de hole-in-one van zijn leven maakte.

Van 1976-1990 eindigde hij altijd in de top-90. Zijn beste prestatie was een 8ste plaats op het Brits Open in 1983. 
Longmuir speelt sinds 2003 op de Senior Tour in Europa en heeft daar al zes overwinningen behaald. Als caddie neemt hij regelmatig zijn oudste zoon Cullum (1991) mee. Hij is verbonden aan The London Golf Club. 

## Gewonnen
In 1979 won Longmuir de Tooting Bec Cup, deze is bestemd voor de speler met de beste ronde tijdens het Brits Open. Hij moet lid zijn van de Europese PGA Tour en minimaal één ouder hebben die geboren is in het Verenigd Koninkrijk of Ierland.  
- 1976: Nigerian Open, Southland Classic (New Zealand)
- 1980: Nigerian Open
- 1983: Ivory Coast Open
- 1985: Nigerian Open
- 1996: British PGA Club Professional Championship

### Europese Senior Tour
- 2003: De Vere PGA Seniors Championship met -17
- 2004: The Mobile Cup met -9
- 2004:  Charles Church Scottish Seniors Open met -6
- 2005: Scandinavian Senior Open met level par
- 2007: The Midas English Seniors Open met -8
- 2008: DGM Barbados Open met -10
- 2010: Handa Senior Masters

Zie ook: Lijst van golfers op de Europese Senior Tour